# USS Sample (FF-1048)
La USS Sample (DE-1045/FF-1045) fue un destructor de escolta (luego re-clasificado como fragata) de la clase García en servicio con la US Navy de 1968 a 1988. Fue luego transferida y cambió su nombre a CT Paraná (D-29), sirviendo a la Marina de Brasil.

## Construcción e historia de servicio
Fue construida por Puget Sound Bridge and Dredging Company (Washington), colocándose la quilla en 1963. Fue botado el casco en 1964. Y fue asignado en 1968. Su nombre USS Sample honraba al contraalmirante William D. Sample (1898-1946). En 1975 fue re-clasificado como fragata (FF). Le dieron la baja en 1988 y posteriormente la transfirieron a la marina de Brasil en 1989 junto al Albert David, Davidson y Bradley. Recibió el nombre CT Paraná, en honor al estado de Paraná. Tras un breve servicio, pasó a retiro en 2002. Fue desguazada en India en 2005.